# Slag bij Marks' Mills
De slag van Marks' Mills vond plaats op 25 april 1864 in Cleveland County Arkansas tijdens de Amerikaanse Burgeroorlog. Zuidelijke eenheden onder leiding generaal-majoor James F. Fagan overmeesterden een klein Noordelijke detachement onder leiding van luitenant-kolonel Francis M. Drake. Hierdoor werd de Noordelijke positie in Camden onhoudbaar.

## Achtergrond
Na de Noordelijke nederlaag in de Slag bij Poison Spring op 18 april 1864 slaagde generaal-majoor Frederick Steele erin om zijn greep op Camden te behouden. Ondertussen hield generaal-majoor Sterling Price de stad in een wurggreep. De Noordelijke voorraden minderden snel. Toch geraakte een bevoorradingskonvooi tot in Camden vanuit Pine Bluff. Daarop stuurde Steele een detachement, van 1.400 soldaten sterk en 240 karren, eropuit om meer voorraden vanuit Pine Bluff te halen. In de ochtend van 25 april kreeg de commandant van het detachement, luitenant-kolonel Francis M. Drake, nog eens 350 man extra.

## De slag
De Zuidelijke bevelhebber, James Fagan, had de Noordelijke colonne opgemerkt en plaatste zijn 4.000 soldaten langs het kruispunt van de Camden-Pine Bluff Road en de Warren Road in een hinderlaag. De aanval werd ingezet door brigadegeneraal William L. Cabells divisie die de opmars van de Noordelijken tegenhield. Ondertussen voerde brigadegeneraal Joseph O. Shelby een vernietigende aanval uit op de Noordelijke linkerflank. De Noordelijken gaven zich over. Alle karren werden veroverd door de Zuidelijken.

## Gevolgen
De Zuidelijken verloren 41 doden, 108 gewonden en 144 vermisten. De Noordelijke verliezen zijn moeilijker in te schatten omdat de volledige colonne gevangen werd genomen. Dus wordt het Noordelijke verlies op 1.500 soldaten geschat.
Het verlies van zoveel soldaten en karren bracht de positie van Steele nog in nauwere schoenen. Daarbij kregen de Zuidelijken versterking door eenheden onder leiding van generaal Edmund Kirby Smith. Op 26 april trok Steele zich terug uit Camden en marcheerde terug richting Little Rock.